# 反监视者
反监视者（英語：Anti-Monitor）是DC漫畫的一个反派人物，在闪电侠的漫画里出来，力量源头是反生命方程式，能力是修改现实、控制能量、时间旅行和无比的体力和耐力及透过吸收正物質宇宙让自己力量更强。

## 其他版本
- 綠箭宇宙，2019年交叉季《無限地球危機》登場[1]。由拉摩尼卡·蓋瑞特飾演。

## 資料來源

### 腳註
1. ↑  
反監視者出擊！CW綠箭宇宙揭示2019交叉集標題為「無限地球危機」 （页面存档备份，存于） 2018.12.13 DramaQueen電視迷